# IC 4319
IC 4319 је спирална галаксија у сазвјежђу Хидра која се налази на листи објеката дубоког неба у Индекс каталогу.
Деклинација објекта је - 29° 48' 12" а ректасцензија 13h 43m 26,4s. Привидна величина (магнитуда) објекта IC 4319 износи 13,5 а фотографска магнитуда 14,3. Налази се на удаљености од 61,217 милиона парсека од Сунца. IC 4319 је још познат и под ознакама ESO 445-19, MCG -5-32-71, IRAS 13406-2933, PGC 48617.